# Björktjärnen (Gagnefs socken, Dalarna)
Björktjärnen är en sjö i Gagnefs kommun i Dalarna och ingår i Dalälvens huvudavrinningsområde.